# Gísli Þórðarson
Gísli Þórðarson, né le 12 septembre 2004 en Islande, est un footballeur islandais, qui évolue au poste de milieu défensif au Lech Poznań.

## Biographie

### En club
Né en Islande, Gísli Þórðarson est formé par le Breiðablik Kópavogur. Le 1er octobre 2020, il rejoint l'Italie et le club du Bologne FC pour un prêt d'une saison, où il intègre dans un premier temps l'équipe des moins de 17 ans.
En juillet 2022, il fait son retour en Islande en rejoignant le Víkingur Reykjavik. Le 27 septembre 2024 il prolonge son contrat jusqu'en décembre 2027.
Le 7 janvier 2025, Gísli Þórðarson rejoint la Pologne pour signer au Lech Poznań, avec un contrat courant jusqu'en juin 2029.

### En sélection
Gísli Þórðarson représente l'équipe d'Islande des moins de 19 ans. Il au total onze matchs avec cette sélection entre 2021 et 2023.
Il joue son premier match avec l'équipe d'Islande espoirs le 10 septembre 2024, face au Pays de Galles. Il entre en jeu lors de cette rencontre perdue par son équipe par deux buts à un.

## Palmarès
Víkingur Reykjavik
- Championnat d'Islande (1) :
  - Champion : 2023.